# DCA (Fabricación europea de automóviles)
DCA es un fabricante de automóviles con sede en la calle Drácena nº 12 de Madrid, España. DCA es la marca comercial de la empresa Fabricación europea de automóviles

## Historia
DCA comenzó con la fabricación de réplicas del vehículo Lomax, montado sobre un bastidor de Citroën 2CV o Dyane y que a su vez era réplica de un vehículo de la marca Morgan.
Esta empresa sigue produciendo artesanalmente un roadster descapotable con techo de lona de 2 plazas delanteras y 1/2 tasera, inspirado en el Morgan bicilíndrico y en los vehículos de los años 30 y 40. Este modelo, denominado DCA Roadster dispone de un único motor de 602 c.c. y rinde una potencia de 40 CV.
La empresa fue creada por Pedro Peñalver, y la dirección corrió a cargo de Alfonso Pérez Ross, quienes consiguieron la primera patente en el Ministerio de Industria para la fabricación de la tipología de coches de reforma generalizada en España. A partir de ellos surgirían en nuestro país varias fábricas de vehículos construidos y montados a mano.
- Datos: Q1152155